# Made in kanojo
Made in kanojo (Made in 彼女? "Made in lei") è il secondo singolo della band visual kei giapponese 【FIGURe;】, pubblicato il 23 febbraio 2005 dalla TUXEDO PRODUCTION.

## Il disco
Made in kanojo è la seconda uscita discografia dei 【FIGURe;】, band creatasi dopo lo scioglimento dei Dué le quartz. La title track è stata inclusa anche nell'unico EP da loro prodotto Kashikoi kanojo no oroka na sentaku.
All'interno del booklet è contenuta come omake una trading card fotografica facente parte di una serie esclusiva disponibile solo acquistando il singolo.

## Tracce
Tutti i brani sono testo e musica di Sakito.

Dopo il titolo è indicata fra parentesi "()" la grafia originale del titolo.
1. Made in kanojo (Made in 彼女?) - 4:33
2. Secret Mama (シークレット･ママ?) - 4:45

## Formazione
- Sakito: voce
- Kikasa: basso